# Eugène Cicéri
Pour les articles homonymes, voir Cicéri.
 (décembre 2014).
Si vous disposez d'ouvrages ou d'articles de référence ou si vous connaissez des sites web de qualité traitant du thème abordé ici, merci de compléter l'article en donnant les références utiles à sa vérifiabilité et en les liant à la section « Notes et références ».
Étienne Eugène Cicéri né le 26 janvier 1813 à Paris et mort le 21 avril 1890 à Bourron-Marlotte, est un peintre, illustrateur et graveur français.

## Biographie
Eugène Cicéri est le dernier fils et l'élève du peintre et scénographe Pierre-Luc-Charles Cicéri (1782-1868), et le petit-fils du peintre Jean-Baptiste Isabey (1767-1855). Sa mère est la sœur du peintre Eugène Isabey (1803-1886).
Il reçoit son premier enseignement de son père, ainsi que de son oncle Eugène Isabey. Eugène Cicéri subit ensuite l'influence de l'École de Barbizon. Il travaille le paysage à Fontainebleau et ses environs, il fait partie des premiers artistes installés à Marlotte (devenu depuis Bourron-Marlotte),, village où il se fixe en 1849. Il expose pour la première fois au Salon en 1851. L'année suivante, sa Vue prise au bord du Loing lui vaut une médaille de deuxième classe. En 1855, pour la première Exposition Universelle française, il réalise des lithographies d'après des panoramas du peintre Ignace-François Bonhommé (Vues du Creusot et de la Vieille Montagne), réalisés pour le décor de l’École impériale des Mines. Ces lithographies sont imprimées par Lemercier, et diffusées par l’éditeur Goupil & Cie. Cicéri, par son travail participe ainsi à la diffusion de l'œuvre de cet artiste.
Il participe en 1886 à l'Exposition internationale de  blanc et noir où il obtient une médaille d'argent de 3e classe dans la deuxième section Fusains.
Peintre et aquarelliste, il sacrifie à la mode des « artistes voyageurs » et publie des recueils de lithographies d'après ses dessins, qui témoignent d'un souci de réalisme plus marqué que ses prédécesseurs romantiques, en ayant recours au nouveau médium de la photographie comme documentation. Il voyage dans les Alpes et les Pyrénées (Les Pyrénées dessinées d'après nature et lithographiées ; La Suisse et la Savoie). Il participe aux illustrations des grands recueils du baron Taylor et Charles Nodier, les Voyages pittoresques et romantiques dans l'ancienne France, en particulier avec des vues de la Bretagne. Il a réalisé quelques paysages en Afrique du Nord qui lui valent d'être aussi classé parmi les peintres orientalistes.
Comme son père, il réalise aussi des décors de théâtre.
Eugène Cicéri meurt le 21 avril 1890 à Bourron-Marlotte.

## Œuvres dans les collections publiques

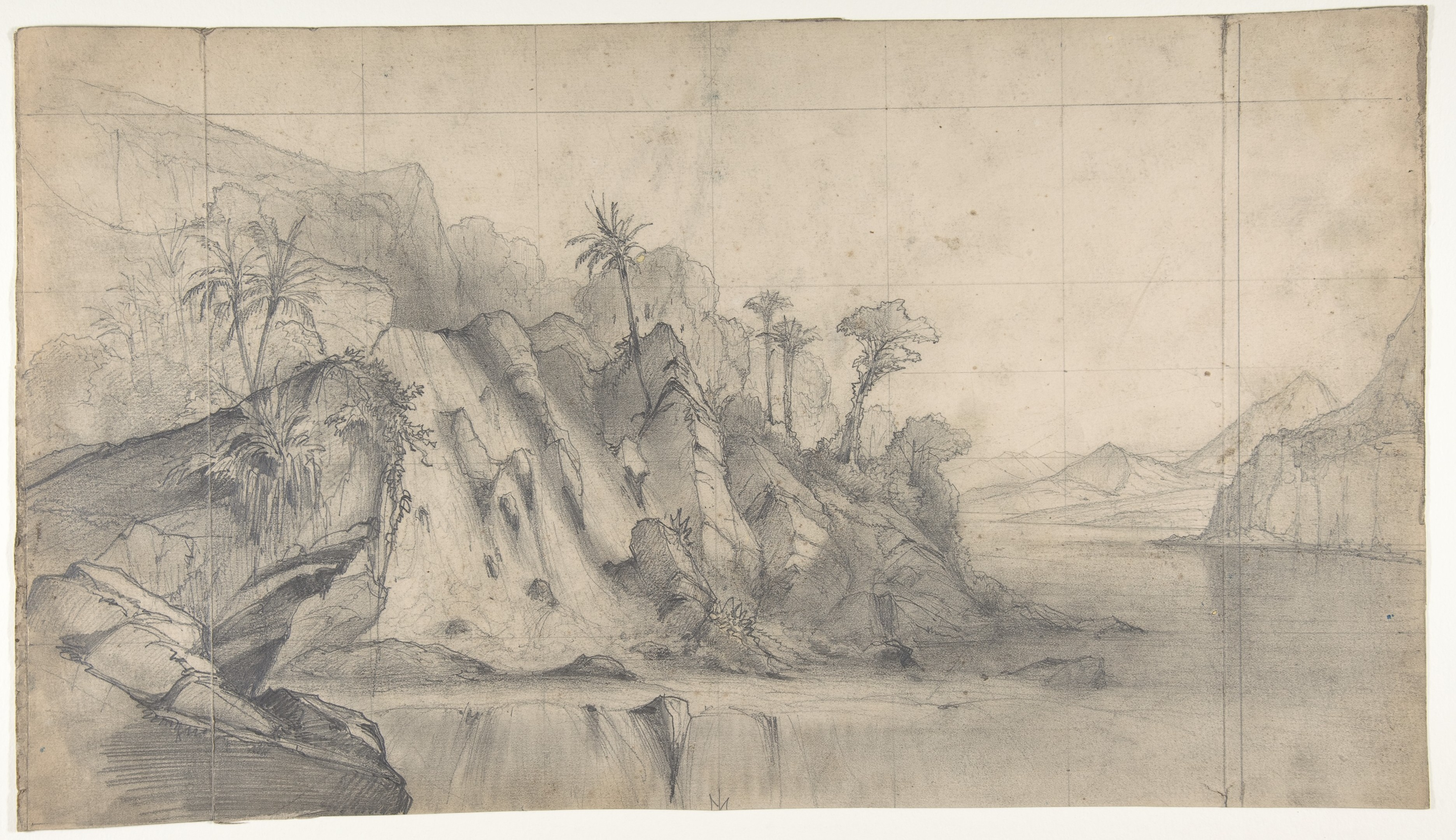
Maquette pour un décor de l'opéra de Paris, New York, Metropolitan Museum of Art.

- Angers, musée des Beaux-Arts : Une cour de ferme, 1837, crayon et aquarelle[8].
- Brest, musée des Beaux-Arts : Recouvrance à Brest, Bretagne, fin XIXe siècle, lithographie aquarellée sur papier.
- Chartres, musée des Beaux-Arts :  Paysage, panneau, 10 × 16 cm, collection Layé[9].
- Dijon, musée Magnin :
  - Paysage rocheux, ancien titre : Paysage montagneux, aquarelle[10] ;
  - Un coude de la Seine à Bougival, 1872, fusain et craie[11] ;
  - Une rue de Raincy, 1874, fusain et craie[12].
- Nemours, Château-Musée : ensemble de dessins et estampes.
- Paris, musée du Louvre :
  - Paysage avec maisons et figures, gouache et aquarelle[13] ;
  - Paysage de plaine avec un couple et un enfant, vu de dos, 1830, aquarelle[14].
- Pau, musée des Beaux-Arts : Vue générale des Eaux-Bonnes, 1858, lithographie[15].
- Perpignan, musée Hyacinthe-Rigaud : Le Lac, aquarelle[16].
- Rennes, musée des Beaux-Arts : Paysage, bords de rivière, 1878, huile sur bois[17].
- Troyes, musée des Beaux-Arts et d'Archéologie : La Seine à Saint-Ouen[18]

Dessins d'Eugène Cicéri publiés dans Voyages pittoresques et romantiques dans l'ancienne France. Bretagne
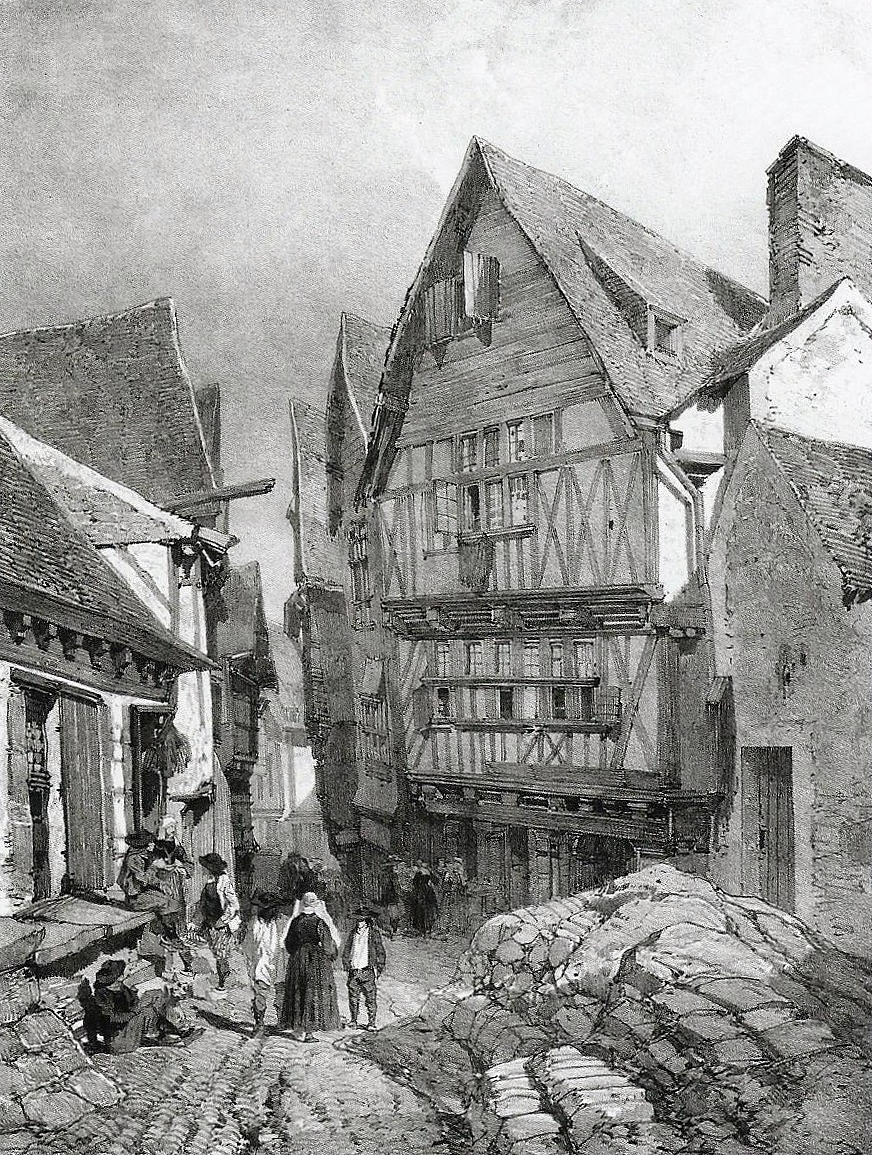
Une rue à Morlaix (1845-1846).
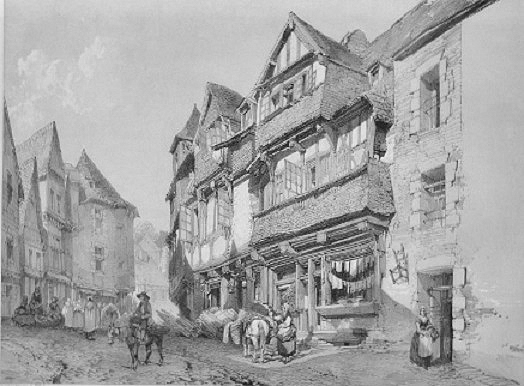
Morlaix (1845-1846).

Œuvres d'Eugène Cicéri
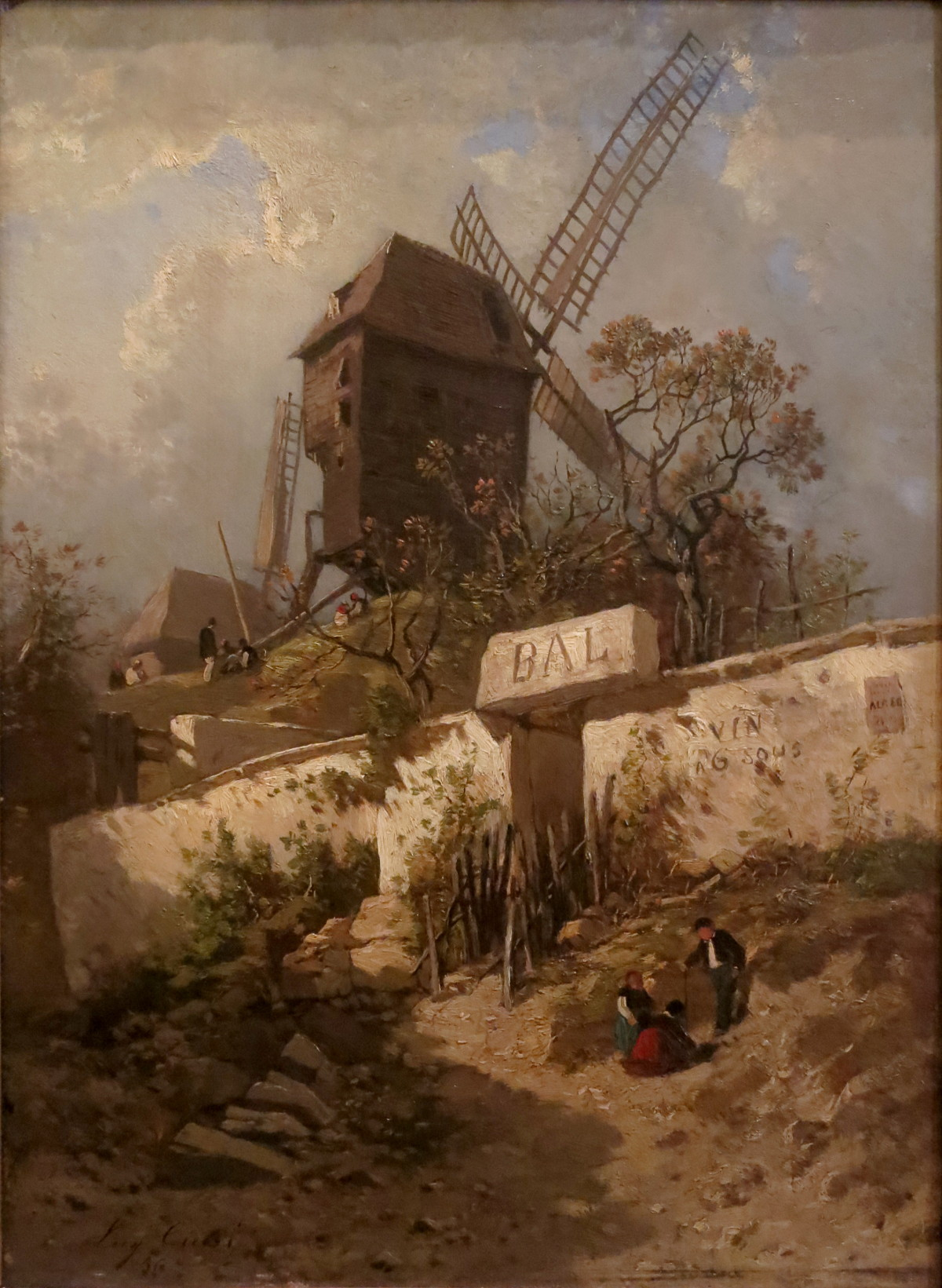
Le Moulin de la Galette, Paris, musée Carnavalet.
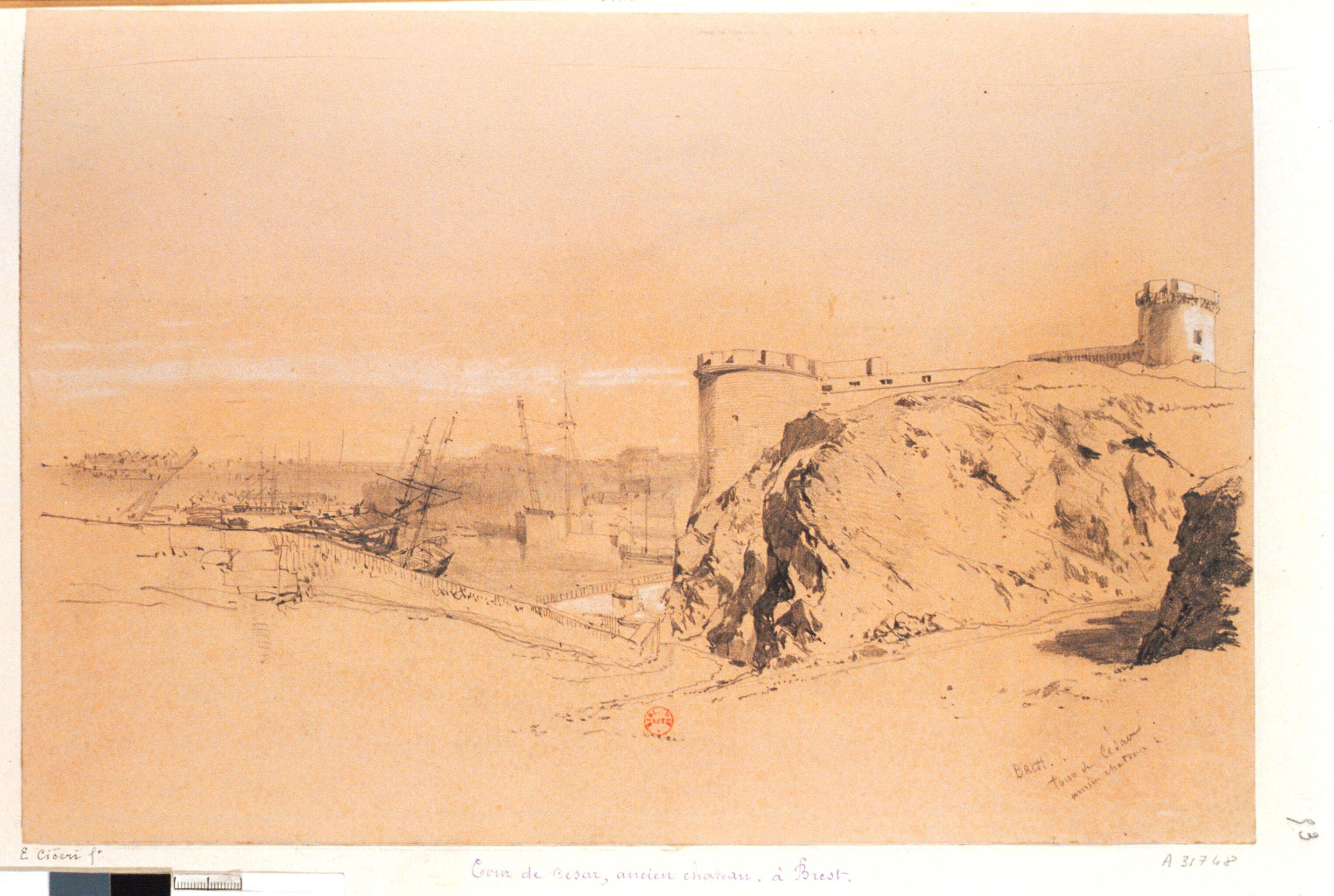
Château de Brest : la tour de César (vers 1845), dessin, Paris, Bibliothèque nationale de France.
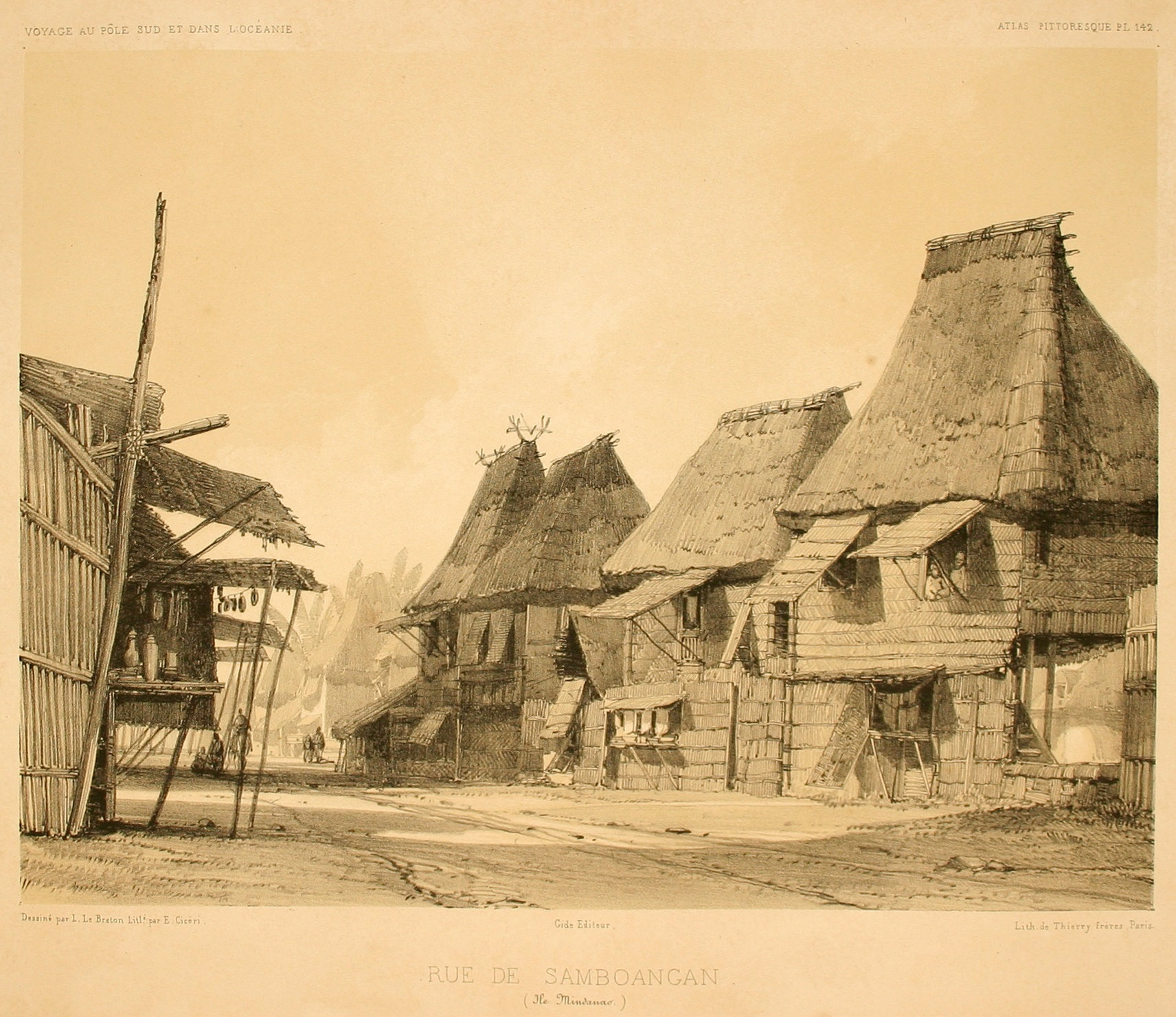
Illustration pour le Voyage en Océanie et au Pôle Sud de Dumont d'Urville (1846), lithographie d'Eugène Cicéri d'après un dessin de Louis Le Breton.

## Élèves
- Jules-Adolphe Chauvet (1828-1906), de 1843 à 1846.
- Léon Rousseau (1816-1883).